# Akira Fushimi
Œuvres principales
Mon amie et mon épouse
Gosses de Tokyo
Akira Fushimi (伏見晁, Fushimi Akira) est un scénariste japonais né le 18 juin 1900 et mort le 27 septembre 1970.

## Biographie
Akira Fushimi a écrit plus de 120 scénarios de films entre 1926 et 1957.

## Filmographie sélective
- 1928 : La Fiancée du village (村の花嫁, Mura no hanayome?) de Heinosuke Gosho
- 1928 : Un couple déménage (引越し夫婦, Hikkoshi fufu?) de Yasujirō Ozu
- 1928 : Un corps magnifique (肉体美, Nikutai bi?) de Yasujirō Ozu
- 1929 : La Montagne au trésor (宝の山, Takara no Yama?) de Yasujirō Ozu
- 1929 : Jours de jeunesse (学生ロマンス 若き日, Gakusei romance wakaki hi?) de Yasujirō Ozu
- 1930 : J'ai été recalé, mais... (落第はしたけれど, Rakudai wa shita keredo?) de Yasujirō Ozu
- 1930 : Ishikawa Goemon no hōji (石川五右衛門の法事?) de Torajirō Saitō
- 1930 : Mademoiselle (お嬢さん, Ojosan?) de Yasujirō Ozu
- 1931 : Mon amie et mon épouse (マダムと女房, Madamu to nyōbō?) de Heinosuke Gosho
- 1932 : Gosses de Tokyo (大人の見る絵本 生れてはみたけれど, Otona no miru ehon umarete wa mita keredo?) de Yasujirō Ozu
- 1932 : Les Saules du quartier de Ginza (銀座の柳, Ginza no yanagi?) de Heinosuke Gosho
- 1932 : Le Tokyo des amours (恋の東京, Koi no Tōkyō?) de Heinosuke Gosho
- 1932 : L'Amour qui mène au paradis (天国に結ぶ恋, Tengoku ni musubu koi?) de Heinosuke Gosho
- 1933 : Les Rêves de la jeune fille mariée (花嫁の寝言, Hanayome no negoto?) de Heinosuke Gosho
- 1933 : La Danseuse d'Izu (恋の花咲く 伊豆の踊子, Koi no hana saku Izu no odoriko?) de Heinosuke Gosho
- 1933 : Le Printemps des dix-neuf ans (十九の春, Juku no haru?) de Heinosuke Gosho
- 1933 : Wasei Kingu Kongu (和製キング・コング?) de Torajirō Saitō
- 1933 : L'Amour (愛撫, Ramūru?) de Heinosuke Gosho
- 1934 : Au rythme du printemps (さくら音頭, Sakura ondo?) de Heinosuke Gosho
- 1935 : Vivre dans l'aisance (左うちわ, Hidari uchiwa?) de Heinosuke Gosho
- 1935 : Le Fardeau de la vie (人生のお荷物, Jinsei no onimotsu?) de Heinosuke Gosho
- 1935 : Rêve de jeune marié (花婿の寝言, Hanamuko no negoto?) de Heinosuke Gosho
- 1937 : Qu'est-ce que la dame a oublié ? (淑女は何を忘れたか, Shukujo wa nani o wasureta ka?) de Yasujirō Ozu
- 1939 : Vent du sud (南風, Minamikaze?) de Minoru Shibuya
- 1940 : Cœur de pierre (木石, Mokuseki?) de Heinosuke Gosho
- 1950 : Tokyo Kid (東京キッド?) de Torajirō Saitō
- 1954 : La Danseuse d'Izu (伊豆の踊子, Izu no odoriko?) de Yoshitarō Nomura
- 1956 : Traces de femmes (女の足あと, Onna no ashiato?) de Minoru Shibuya